# Drea de Matteo
Andrea Donna de Matteo (Queens, Nueva York, 19 de enero de 1972) es una actriz estadounidense, ganadora del Premio Emmy, conocida principalmente por su papel de Adriana La Cerva en la serie de televisión de HBO Los Soprano, por el de Gina Tribbiani, hermana de Joey Tribbiani, en la comedia de la NBC Joey y más recientemente por su papel en Desperate Housewives en el que interpreta a la misteriosa Angie Bolen.

## Primeros años
De Matteo, de ascendencia italiana, nació en Queens, Nueva York, y es hija de Donna, una dramaturga y profesora, y Albert De Matteo, un fabricante de muebles. Creció en una familia católica. Tras graduarse en la Loyola School de Nueva York, estudió en la Tisch School of the Arts de la Universidad de Nueva York, con la intención de convertirse en directora y no en actriz.

## Carrera
El papel de Adriana La Cerva en Los Soprano fue uno de sus primeros, ayudándola a lanzar su carrera. Ha aparecido en películas como Swordfish, Deuces Wild, The Perfect You y Assault on Precinct 13, remake estrenado en 2005 de la película homónima dirigida en 1976 por John Carpenter. También ha interpretado a la hermana de Joey Tribbiani, Gina, en el spin-off de Friends, Joey.
En 2004, de Matteo ganó un Emmy como mejor actriz de reparto (drama) por su papel de Adriana en Los Soprano. También fue nominada para los Globos de Oro de ese año por el mismo papel.
Apareció en la serie Sons of Anarchy interpretando a Wendy Case, una drogadicta novia de Jax Teller, vicepresidente del club Hijos de la Anarquía. En la primera temporada tuvo poco protagonismo, hasta que reapareció en la 4ª y se consolidó como parte del elenco en la séptima.
Ha alcanzado las posiciones #42 y #56 de lista "Hot 100 Women" de la revista Maxim en 2001 y 2002, respectivamente.
En septiembre de 2022, de Matteo anunció que abriría una cuenta en OnlyFans. La cuenta se activó en agosto de 2023. Afirmó que su negativa a recibir la vacuna contra la COVID-19 la dejó sin trabajo y la llevó a unirse al sitio web.

## Vida personal
Vive en la ciudad de Nueva York, donde también regentaba el ya cerrado Filth Mart, una tienda de ropa en el East Village, con su mejor amigo y exnovio, Michael Sportes.
Comenzó a salir con Shooter Jennings, hijo de Waylon Jennings, en 2001. El 28 de noviembre de 2007, la pareja tuvo su primer hijo, una niña llamada Alabama Gypsy Rose. En abril de 2011 la pareja dio la bienvenida a su segundo hijo. En julio de 2015, de Matteo se comprometió con Michael Devin, bajista de Whitesnake.

## Filmografía

### Cine
| Año  | Título                       | Papel          | Notas        |
| ---- | ---------------------------- | -------------- | ------------ |
| 1996 | 'M' Word                     |                |              |
| 1999 | Meet Prince Charming         | Hilary Harris  |              |
| 2000 | Sleepwalk                    | Henrieta       |              |
| 2001 | 'R Xmas                      | The Wife       |              |
| 2001 | Swordfish                    | Melissa        |              |
| 2001 | Made                         | Club Girl      |              |
| 2002 | The Perfect You              | Dee            |              |
| 2002 | Deuces Wild                  | Betsy          |              |
| 2003 | Prey for Rock & Roll         | Tracey         |              |
| 2004 | Beacon Hill                  | Cadet Ramsey   |              |
| 2004 | Love Rome                    | Angela         |              |
| 2005 | Assault on Precinct 13       | Iris Ferry     |              |
| 2006 | Walker Payne                 | Lou Ann        |              |
| 2006 | Farce of the Penguins        | Ester (voz)    |              |
| 2007 | The Good Life                | Dana           |              |
| 2007 | Broken English               | Audrey Andrews |              |
| 2008 | Lake City                    | Hope           |              |
| 2009 | New York, I Love You         | Lydia          |              |
| 2009 | Once More with Feeling       | Lana Gregorio  |              |
| 2011 | Mob Wives                    | Drita D'Avanzo | Cortometraje |
| 2012 | Mob Wives 2: The Christening | Drita D'Avanzo | Cortometraje |
| 2013 | Free Ride                    | Sandy          |              |
| 2015 | Lugares oscuros              | Krissi Cates   |              |
| 2015 | Sex, Death and Bowling       | Ana            |              |
| 2015 | Street Level                 | Angela         |              |
| 2017 | Don't Sleep                  | Jo Marino      |              |
| 2021 | Far More                     | Ana            |              |
| 2022 | Safe Room                    | Rocco          |              |
| 2022 | Collide                      | Angie          |              |
| 2022 | One Way                      | Vic            |              |
| 2025 | Nonnas                       | Stella         |              |
| TBA  | That's Amore!                |                |              |

### Series de televisión
- Los Soprano (1999-2006): Adriana La Cerva
- Joey (2004-2006): Gina Tribbiani
- Sons of Anarchy (2008-2014): Wendy Case
- Desperate Housewives (2009-2010): Angie Bolen
- Californication (2012-2013): Holly
- Paradise City (2021): Maya